# Fahrzeuge der Stern & Hafferl Verkehrsgesellschaft

Logo der Stern & Hafferl Verkehrsgesellschaft

Die Stern & Hafferl Verkehrsgesellschaft (StH) verfügt über einen vielseitigen Fahrzeugpark.
Für alle von Stern & Hafferl betriebenen Bahnen wurde nach der Betriebsaufnahme fabrikneues Rollmaterial beschafft. Nach einigen Jahren wurden zur Entlastung des vorhandenen Fahrzeugparks zusätzliche – ebenfalls neue – Fahrzeuge beschafft. Weitere Modernisierungen des Fahrzeugparks erfolgten überwiegend erst nach dem Zweiten Weltkrieg – nur vereinzelt wurden bereits früher gebrauchte Fahrzeuge von anderen Bahngesellschaften gekauft. Die Verjüngung des Fahrzeugparks erfolgte im Gegensatz zu den Anfangsjahren durch die Übernahme gebrauchter Fahrzeuge von anderen Bahngesellschaften, die in den Werkstätten (Vorchdorf und Eferding) für den Betrieb auf den Stern & Hafferl-Strecken adaptiert wurden (übernommene Fahrzeuge sind mit ex in der Spalte „Bemerkungen“ gekennzeichnet). Nach der Einstellung der Florianerbahn und der Elektrischen Bahn Unterach–See am Mondsee wurden die dort vorhandenen Fahrzeuge entweder verkauft, verschrottet oder auf anderen Stern & Hafferl-Strecken eingesetzt.
Im Jahre 1962 wurde erstmals wieder ein Neubaufahrzeug für die Gmundner Straßenbahn angeschafft – das Triebfahrzeug GM 8. Im Jahre 1989 erhielt auch die Lokalbahn Lambach–Haag am Hausruck zwei neue Fahrzeuge, die von der ÖBB beschafft und als Reihe 4855 bezeichnet werden (Stern & Hafferl-Bezeichnung: 25.103–104). Die Linzer Lokalbahn erhielt 2001 neue Niederflurfahrzeuge des Typs Stadler GTW, die als ET 22.151–22.164 eingereiht wurden. 2015 bis 2017 lieferte das Werk Valencia, bis 2016 Vossloh Kiepe und seit diesem Zeitpunkt zur Firma Stadler zugehörig, 11 Gelenktriebwagen des Typs Tramlink für die Meterspurbahnen, drei davon sind auf der Attergaubahn stationiert und die übrigen acht versehen ihren Dienst auf der Strecke der Traunseetram, die 2018 aus der Durchbindung von Traunseebahn und Straßenbahn Gmunden entstand. Die ersten sieben Triebwagen tragen außen noch den Schriftzug „vossloh“, die letzten vier nicht mehr.
Die wechselvolle Fahrzeuggeschichte, die durch die in den jeweiligen Artikeln über die Stern & Hafferl-Bahnen angeführten Faktoren beeinflusst wurden, spiegelt sich detailliert in den nachfolgenden Tabellen wider. Die Bezeichnungen der Fahrzeuge entsprechen dem gültigen Stern & Hafferl Nummerierungsschema.

## Normalspurige Fahrzeuge

### Aktive Fahrzeuge

#### Lokomotiven
| Nummer    | Baujahr | Hersteller          | Achsfolge | Leistung                                  | Bemerkungen                                                     | Fotos |
| --------- | ------- | ------------------- | --------- | ----------------------------------------- | --------------------------------------------------------------- | ----- |
| E 20.006² | 1952    | SGP                 | Bo’Bo’    | 264 kW                                    | ex SAKOG E 27.001, ex SLB E64                                   |       |
| E 20.007  | 1956    | SGP                 | Bo’Bo’    | 460 kW                                    |                                                                 |       |
| E 22.001  | 1915    | Ganz & Co           | Bo’Bo’    | 192 kW                                    | ex Wöllersdorf III, ex StH EL 51.01                             |       |
| E 22.002  | 1912    | Grazer Waggonfabrik | Bo        | 74 kW                                     | Liesl – Nostalgiefahrzeug                                       |       |
| E 22.005  | 1915    | Ganz & Co           | Bo’Bo’    | 192 kW                                    | ex Wöllersdorf II, ex DR173.01, ex ÖBB 1979.01, ex StH E 20.005 |       |
| 2016.910  | 2008    | Siemens             | Bo’Bo’    | 2000 kW                                   | Eurorunner, Name: „Erika“                                       |       |
| 2016.911  | 2009    | Siemens             | Bo’Bo’    | 2000 kW                                   | Eurorunner, Name: „Doris“                                       |       |
| 2016.912  | 2011    | Siemens             | Bo’Bo’    | 2000 kW                                   | Eurorunner, Name: „Herta“                                       |       |
| 2016.913  | 2011    | Siemens             | Bo’Bo’    | 2000 kW                                   | Eurorunner, Name: „Christl“                                     |       |
| 3193.901  | 2021    | Siemens             | Bo'Bo'    | 2400 kW (Diesel Modus), 2000 kW (E-Modus) | Vectron Dual Mode, zurzeit als 248.999 unterwegs                |       |
| 3193.902  | 2021    | Siemens             | Bo’Bo’    | 2400 kW (Diesel Modus), 2000 kW (E-Modus) | Vectron Dual Mode                                               |       |
| 3193.903  | 2021    | Siemens             | Bo'Bo'    | 2400 kW (Diesel Modus), 2000 kW (E-Modus) | Vectron Dual Mode, zurzeit als 248.996 unterwegs                |       |
| 3193.904  | 2021    | Siemens             | Bo'Bo'    | 2400 kW (Diesel Modus), 2000 kW (E-Modus) | Vectron Dual Mode, zurzeit als 248.994 unterwegs                |       |
| 3193.905  | 2025    | Siemens             | Bo'Bo'    | 2400 kW (Diesel Modus), 2000 kW (E-Modus) | Vectron Dual Mode                                               |       |
| 3193.906  | 2025    | Siemens             | Bo'Bo'    | 2400 kW (Diesel Modus), 2000 kW (E-Modus) | Vectron Dual Mode                                               |       |
| V 20.011  | 1982    | Maschinenbau Kiel   | B’B’      | 760 kW                                    | MaK G 1203 BB, ex TAG V 14                                      |       |
| V 20.012  | 1992    | Maschinenbau Kiel   | B’B’      | 1120 kW                                   | MaK G 1205 BB, ex GKB DH 1500.7                                 |       |

#### Triebwagen
| Nummer    | Baujahr | Hersteller           | Achsfolge | Leistung | Bemerkungen                                                            | Fotos |
| --------- | ------- | -------------------- | --------- | -------- | ---------------------------------------------------------------------- | ----- |
| ET 20.109 | 1956    | Waggonfabrik Rastatt | Bo’Bo’    | 160 kW   | ex SLB ET21, ex VBE 6, seit August 2025 abgestellt (Unfallschaden)     |       |
| ET 20.111 | 1953    | Westwaggon           | Bo’Bo’    | 320 kW   | ex VBE 5, seit Mai 2025 abgestellt (Unfallschaden)                     |       |
| ET 20.114 | 1951    | SGP                  | Bo’Bo’    | 380 kW   | ex ET 22.108, ex SLB ET 32 (angemietet von SLB)                        |       |
| ET 22.105 | 1921    | Grazer Waggonfabrik  | Bo        | 100 kW   | ex ET 25.105, ex 23.001 – Nostalgiefahrzeug                            |       |
| ET 22.106 | 1951    | SGP                  | Bo’Bo’    | 376 kW   | ex ET 20.112, ex ET 21.106, Zurzeit auf der Vorchdorferbahn im Einsatz |       |
| ET 22.107 | 1951    | SGP                  | Bo’Bo’    | 376 kW   | ex ET 20.114, ex ET 21.107, Zurzeit auf der Vorchdorferbahn im Einsatz |       |
| ET 22.109 | 1908    | Grazer Waggonfabrik  | Bo        | 100 kW   | ex ET 21.150, ex kkStB 21.0 – Nostalgiefahrzeug                        |       |
| ET 22.133 | 1953    | Westwaggon           | Bo’Bo’    | 272 kW   | ex KFBE 1288, seit August 2025 abgestellt (Unfallschaden)              |       |
| ET 22.136 | 1953    | Westwaggon           | Bo’Bo’    | 272 kW   | ex KFBE 1290                                                           |       |
| ET 22.137 | 1953    | Westwaggon           | Bo’Bo’    | 272 kW   | ex KFBE 1289, Fahrradtriebwagen                                        |       |
| ET 22.151 | 2000    | Stadler Rail         | 2’Bo’2’   | 520 kW   | Stadler GTW                                                            |       |
| ET 22.152 | 2000    | Stadler Rail         | 2’Bo’2’   | 520 kW   | Stadler GTW                                                            |       |
| ET 22.153 | 2000    | Stadler Rail         | 2’Bo’2’   | 520 kW   | Stadler GTW                                                            |       |
| ET 22.154 | 2000    | Stadler Rail         | 2’Bo’2’   | 520 kW   | Stadler GTW                                                            |       |
| ET 22.155 | 2000    | Stadler Rail         | 2’Bo’2’   | 520 kW   | Stadler GTW                                                            |       |
| ET 22.156 | 2000    | Stadler Rail         | 2’Bo’2’   | 520 kW   | Stadler GTW                                                            |       |
| ET 22.157 | 2000    | Stadler Rail         | 2’Bo’2’   | 520 kW   | Stadler GTW                                                            |       |
| ET 22.158 | 2000    | Stadler Rail         | 2’Bo’2’   | 520 kW   | Stadler GTW                                                            |       |
| ET 22.159 | 2005    | Stadler Rail         | 2’Bo’2’   | 520 kW   | Stadler GTW                                                            |       |
| ET 22.160 | 2005    | Stadler Rail         | 2’Bo’2’   | 520 kW   | Stadler GTW                                                            |       |
| ET 22.161 | 2005    | Stadler Rail         | 2’Bo’2’   | 520 kW   | Stadler GTW                                                            |       |
| ET 22.162 | 2005    | Stadler Rail         | 2’Bo’2’   | 520 kW   | Stadler GTW                                                            |       |
| ET 22.163 | 2005    | Stadler Rail         | 2’Bo’2’   | 520 kW   | Stadler GTW                                                            |       |
| ET 22.164 | 2005    | Stadler Rail         | 2’Bo’2’   | 520 kW   | Stadler GTW                                                            |       |
| ET 24.101 | 1931    | Grazer Waggonfabrik  | Bo        | 106 kW   | ex ET 24.001, heute Nostalgiefahrzeug                                  |       |

#### Steuerwagen
| Nummer    | Baujahr | Hersteller | Achsfolge | Bemerkungen  | Fotos |
| --------- | ------- | ---------- | --------- | ------------ | ----- |
| ES 22.233 | 1953    | Westwaggon | 4         | ex KFBE 2289 |       |
| ES 22.236 | 1953    | Westwaggon | 4         | ex KFBE 2290 |       |

#### Gleichrichterwagen
| Nummer     | Baujahr | Hersteller           | Achsfolge | Leistung | Bemerkungen                                                                | Fotos |
| ---------- | ------- | -------------------- | --------- | -------- | -------------------------------------------------------------------------- | ----- |
| EGL 25.051 | 1950    | Werkstätte Vorchdorf | 1A        | 44 kW    | Gleichrichterwagen, Eigenbau der Hauptwerkstätte, in Eferding hinterstellt |       |

#### Güterwagen
| Nummer        | Baujahr | Hersteller          | Bemerkung                                                                           | Fotos |
| ------------- | ------- | ------------------- | ----------------------------------------------------------------------------------- | ----- |
| G 22.302      | 1911    | Grazer Waggonfabrik | Nostalgiefahrzeug, hinterstellt in Eferding                                         |       |
| Gkklm 22.307  | 1949    | SGP Graz            | ex ÖBB 1391.041, hinterstellt in Waizenkirchen                                      |       |
| N 22.464      | 1911    | Grazer Waggonfabrik | Nostalgiefahrzeug, in Eferding hinterstellt                                         |       |
| G 25.301      | 1913    | Ringhoffer          | ex kkStB 103.371, ex BBÖ 119.481, historischer Güterwagen, in Eferding hinterstellt |       |
| Hbis 2254.150 | 1975    | SGP                 | ex ÖBB, abgestellt im Bahnhof Vorchdorf                                             |       |
| Hbis 2254.267 | 1975    | SGP                 | ex ÖBB, abgestellt im Bahnhof Vorchdorf                                             |       |
| Hbis 2254.291 | 1975    | SGP                 | ex ÖBB, abgestellt im Bahnhof Vorchdorf                                             |       |
| Hbis 2254.316 | 1975    | SGP                 | ex ÖBB, abgestellt im Bahnhof Vorchdorf                                             |       |

#### Bahndienstfahrzeuge
| Nummer           | Baujahr | Hersteller        | Bemerkungen                                                           | Fotos |
| ---------------- | ------- | ----------------- | --------------------------------------------------------------------- | ----- |
| X 20.641         | 1978    | Knotz, BBC        | Turmwagen, ex ÖBB X 534.067, in Vorchdorf beheimatet                  |       |
| X 20.653         | 2007    | Plasser & Theurer | Gleiskraftwagen, in Eferding beheimatet                               |       |
| X 20.654         | 2013    | Hilton            | Zweiwegefahrzeug                                                      |       |
| X 22.643         | 1978    | Knotz, BBC        | Turmwagen, ex ÖBB X 534.065, in Eferding beheimatet                   |       |
| X 22.607         | 1946    | Stabeg            | für Bahnerhaltung, in Eferding beheimatet                             |       |
| X 22.608         | 1946    | Stabeg            | für Bahnerhaltung, in Eferding beheimatet                             |       |
| X 22.609         | 1946    | Stabeg            | für Bahnerhaltung, in Eferding beheimatet                             |       |
| X 22.610         | 1946    | Stabeg            | für Bahnerhaltung, in Eferding beheimatet                             |       |
| X 22.611         | 1946    | Stabeg            | für Bahnerhaltung, in Eferding beheimatet                             |       |
| X 22.612         | 1946    | Stabeg            | für Bahnerhaltung, in Eferding beheimatet                             |       |
| X 22.613         | 1946    | Stabeg            | für Bahnerhaltung, in Eferding beheimatet                             |       |
| X 24.621         | 1947    | Eferding          | Turmwagen, ex LLB X 22.622, in Vorchdorf beheimatet                   |       |
| Ks 3310.004      | 1978    | SGP               | ex ÖBB, für Bahnerhaltung, in Eferding beheimatet                     |       |
| Ks 3310.042      | 1978    | SGP               | ex ÖBB, für Bahnerhaltung, in Eferding beheimatet                     |       |
| Ks 3310.043      | 1978    | SGP               | ex ÖBB, für Bahnerhaltung, in Eferding beheimatet                     |       |
| Ks 3310.119      | 1978    | SGP               | ex ÖBB, für Bahnerhaltung, in Vorchdorf beheimatet                    |       |
| Ks 3310.143      | 1978    | SGP               | ex ÖBB, für Bahnerhaltung, in Eferding beheimatet                     |       |
| Ks 3310.195      | 1978    | SGP               | ex ÖBB, für Bahnerhaltung, in Eferding beheimatet                     |       |
| Ks 3310.288      | 1978    | SGP               | ex ÖBB, für Bahnerhaltung, in Vorchdorf beheimatet                    |       |
| Ks 3310.340      | 1978    | SGP               | ex ÖBB, für Bahnerhaltung, in Eferding beheimatet                     |       |
| Saadkms 4981.089 | 1985    | SGP               | ex ÖBB, umgebaut für Transport der Tramlinks, in Vorchdorf beheimatet |       |
| Saadkms 4981.103 | 1985    | SGP               | ex ÖBB, umgebaut für Transport der Tramlinks, in Vorchdorf beheimatet |       |

### Ausgemusterte Fahrzeuge

#### Lokomotiven
| Nummer    | Baujahr | Hersteller                         | Achsfolge | Leistung | Bemerkungen | Fotos         |
| --------- | ------- | ---------------------------------- | --------- | -------- | --- | ------------- |
| E 20.001  | 1913    | Ganz & Co                          | Bo’Bo’    | 300 kW   | ex Wöllersdorf I, ex StH EL 52.01, 1995 an VEF                                                                                         |               |
| E 20.002  | 1915    | Ganz & Co                          | Bo’Bo’    | 192 kW   | ex Wöllersdorf IV, ex StH EL 51.02, 1944 abgebrannt, Fahrmotoren an E 22.004                                                           |               |
| E 20.003  | 1940    | Bautzen                            | Bo        | ?        | ex EV Süd 3742, 1947 zurück nach Trifail                                                                                               |               |
| E 20.006¹ | 1913    | Ganz & Co                          | Bo        | 144 kW   | ex LWP Eg 3, ex ÖBB 1985.03, ÖBB Mietlok                                                                                               |               |
| E 20.008  | 1941    | Wiener Lokomotivfabrik Floridsdorf | Bo’Bo’    |          | Elektrolok, 1972 von der Montafonerbahn, 1993 an VEF                                                                                   |               |
| E 22.003  | 1916    | Ganz & Co                          | Bo’Bo’    | 296 kW   | ex POHÉV Eg 5, heute Museumstramway Mariazell                                                                                          |               |
| E 22.004  | 1913    | Ganz & Co                          | Bo’Bo’    | 192 kW   | ex 20.004 ex POHÉV Eg 6, am 26. Oktober 2011 verkauft und transportiert nach Bratislava – Rekonstruktion                               |               |
| E 22.006  | 1912    | Krauss-Maffei                      | Bo’Bo’    | 600 kW   | 1980 von Wuppertaler Stadtwerke Lok Nr. 3609, ursprünglich Kleinbahn Loh–Hatzfeld II „Dicke Berta“, ex StH E 20.009, 2006 verschrottet | LILO E 22.006 |
| E 24.010  | 1910    | Krauss-Maffei                      | Bo’Bo’    | 300 kW   | ex E 20.010, 1980 von Wuppertaler Stadtwerke Lok Nr. 3608, ursprünglich Kleinbahn Loh–Hatzfeld I, 2023 verkauft zurück nach Wuppertal  |               |
| E 27.002  | 1952    | SGP Graz                           | Bo’Bo’    | 380 kW   | 1974 verkauft an SVB, heute SLB E 63                                                                                                   |               |
| 1187.333  | 2018    | Bombardier                         | Bo’Bo’    | 4000 kW  | Traxx AC3 F140 Last Mile „Barbara“, 2022 verkauft an Railpool                                                                          |               |
| 1247.905  | 2015    | Siemens                            | Bo’Bo’    | 2400 kW  | Vectron DE, verkauft 2021 an Bahnbau Wels                                                                                              |               |

#### Triebwagen
| Nummer    | Baujahr | Hersteller          | Achsfolge     | Leistung | Bemerkungen                                                                               | Fotos |
| ET 20.101 | 1907    | MAN                 | Bo            | 80 kW    | Deutsche Reichsbahn ET 184 02 – StH ET 20.101 – ET 22.101, heute Museumstramway Mariazell |       |
| ET 20.102 | 1907    | MAN                 | Bo            | 80 kW    | ex DR ET 184.04, 1973 ausgemustert                                                        |       |
| ET 20.105 | 1908    | MAN                 | Bo            | 108 kW   | ex SETG MBC 1, ex NWP ET 21.105, heute SLB ET 1                                           |       |
| ET 20.106 | 1908    | MAN                 | Bo            | 108 kW   | ex SETG MBC 9, 1970 ausgemustert                                                          |       |
| ET 20.107 | 1908    | MAN                 | Bo            | 108 kW   | ex SETG MBC 6, 1972 ausgemustert                                                          |       |
| ET 20.110 | 1953    | Westwaggon          | Bo’Bo’        | 320 kW   | ex VBE 4, nach Unfall im Jahre 2004 als Ersatzteilspender ausgeschlachtet                 |       |
| ET 20.113 | 1912    | Grazer Waggonfabrik | Bo            | 158 kW   | ex LEW ET 22.003, ex LLB ET 22.104, ex NWP ET 21.104, heute ET 22.104 der Histotram       |       |
| ET 22.130 | 1954    | Westwaggon          | Bo’Bo’        | 272 kW   | ex KFBE 1294, aufgestellt beim Bahnhof Neufelden, 2020 verschrottet                       |       |
| ET 22.131 | 1954    | Westwaggon          | Bo’Bo’        | 272 kW   | ex KFBE 1293, 2000 verschrottet                                                           |       |
| ET 22.132 | 1953    | Westwaggon          | Bo’Bo’        | 272 kW   | ex KFBE 1287, aufgestellt beim Bahnhof Neufelden                                          |       |
| ET 22.134 | 1953    | Westwaggon          | Bo’Bo’        | 272 kW   | ex KFBE 1291, 2006 verschrottet                                                           |       |
| ET 22.135 | 1953    | Westwaggon          | Bo’Bo’        | 272 kW   | ex KFBE 1292, 2006 verschrottet                                                           |       |
| ET 22.141 | 1956    | Westwaggon          | Bo’2’ + 2’Bo’ | 328 kW   | ex KBE 60, 2006 verschrottet                                                              |       |
| ET 22.142 | 1956    | Westwaggon          | Bo’2’ + 2’Bo’ | 328 kW   | ex KBE 59, 2006 verschrottet                                                              |       |
| ET 22.143 | 1954    | Westwaggon          | Bo’2’ + 2’Bo’ | 328 kW   | ex KBE 54, a-Teil 2006 verschrottet, b-Teil verkauft an Privat                            |       |
| ET 22.144 | 1954    | Westwaggon          | Bo’2’ + 2’Bo’ | 328 kW   | ex KBE 53, Nie als ET 22.144 in Betrieb genommen, Ersatzteilespender, 2000 verschrottet   |       |
| ET 24.102 | 1931    | Grazer Waggonfabrik | Bo            | 106 kW   | 2000 verschrottet, ex ET 24.002                                                           |       |
| ET 24.103 | 1912    | Grazer Waggonfabrik | Bo            | 108 kW   | ex LEW ET 22.002, ex LLB ET 22.103, ex NWP ET 21.103, verkauft 2021 an Privat             |       |
| ET 24.104 | 1950    | Waggonbau Graaff    | (1A) (1A)     | 184 kW   | ex Bad Eilsener Kleinbahn ET 204, ex Montafonerbahn, 2012 verschrottet                    |       |
| ET 25.101 | 1932    | Grazer Waggonfabrik | Bo            | 212 kW   | Im Jahr 1985 nach Unfall ausgemustert                                                     |       |
| ET 25.102 | 1932    | Grazer Waggonfabrik | Bo            | 212 kW   | Nostalgiefahrzeug – 2012 verschrottet                                                     |       |
| ET 25.103 | 1989    | BRW                 | Bo’2’         | 480 kW   | ex ÖBB 4855.001, ex SETG, 2024 verkauft nach Rumänien                                     |       |
| ET 25.104 | 1989    | BRW                 | Bo’2’         | 480 kW   | ex ÖBB 4855.002, ex SETG, 2024 verkauft nach Rumänien                                     |       |

#### Steuerwagen
| Nummer    | Baujahr | Hersteller | Bemerkungen                                      | Fotos |
| --------- | ------- | ---------- | ------------------------------------------------ | ----- |
| ES 22.230 | 1954    | Westwaggon | ex KFBE 2294, beim Bahnhof Neufelden aufgestellt |       |
| ES 22.231 | 1953    | Westwaggon | ex KFBE 2293, 2001 verschrottet                  |       |
| ES 22.232 | 1954    | Westwaggon | ex KFBE 2288, beim Bahnhof Neufelden aufgestellt |       |
| ES 22.234 | 1954    | Westwaggon | ex KFBE 2292, 2006 verschrottet                  |       |
| ES 22.235 | 1953    | Westwaggon | ex KFBE 2291, 2006 verschrottet                  |       |

#### Personenwagen

Typenskizze Cl 1 - 4

| Nummer      | Baujahr | Hersteller          | Bemerkungen                                                                        | Fotos |
| ----------- | ------- | ------------------- | ---------------------------------------------------------------------------------- | ----- |
| BCi 7153    | 1901    | Ringhoffer          | ex kkStB 17265, 1918 an CSD                                                        |       |
| BCi 7154    | 1901    | Ringhoffer          | ex kkStB 17266, 1918 an CSD                                                        |       |
| Ci 6083     | 1901    | Ringhoffer          | ex kkStB 28731, ex BBÖ 30410                                                       |       |
| Ci 6084     | 1901    | Ringhoffer          | ex kkStB 28732, ex BBÖ 30411                                                       |       |
| Ci 46.000   | 1902    | Simmering           | ex kkStB, ex BBÖ 31.433, ex DR 205.169, 1962 zurück an ÖBB                         |       |
| Ci 47.001   | 1896    | Ringhoffer          | ex kkStB, ex BBÖ 33.392, ex DR 206.683, 1948 zurück an ÖBB                         |       |
| Ci 47.015   | 1899    | Ringhoffer          | ex kkStB, ex BBÖ 33.311, ex DR 207.049, 1971 zurück an ÖBB                         |       |
| Ci 47.036   | 1897    | Ringhoffer          | ex kkStB, ex BBÖ 33.305, ex DR 207.043, 1950 zurück an ÖBB                         |       |
| Ci 47.069   | 1897    | Ringhoffer          | ex kkStB, ex BBÖ 33.344, ex DR 206.641, 1958 zurück an ÖBB                         |       |
| Ci 47.083   | 1897    | Ringhoffer          | ex kkStB, ex BBÖ 33.189, ex DR 206.828, 1948 zurück an ÖBB                         |       |
| Ci 47.096   | 1898    | Simmering           | ex kkStB, ex BBÖ 33.193, ex DR 206.832, 1975 zurück an ÖBB                         |       |
| Ci 47.126   | 1898    | Nesselsdorf         | ex kkStB, ex BBÖ 33.191, ex DR 206.830, 1963 zurück an ÖBB                         |       |
| Ci 47.133   | 1899    | Ringhoffer          | ex kkStB, ex BBÖ 33.514, ex DR 206.970, 1955 zurück an ÖBB                         |       |
| Ci 47.162   | 1897    | Ringhoffer          | ex kkStB, ex BBÖ 33.351, ex DR 206.647, 1962 zurück an ÖBB                         |       |
| Ci 47.163   | 1898    | Ringhoffer          | ex kkStB, ex BBÖ 33.075, ex DR 206.780, 1962 zurück an ÖBB                         |       |
| Ci 47.164   | 1901    | Nesselsdorf         | ex kkStB, ex BBÖ 33.324, ex DR 207.081, 1975 zurück an ÖBB                         |       |
| Biho 38.208 | 1950    | ÖBB HW St.Pölten    | ex ÖBB 38.208, 1995 verkauft an MLV                                                |       |
| Biho 38.210 | 1950    | ÖBB HW St.Pölten    | ex ÖBB 38.210, 1995 verkauft an MLV                                                |       |
| Bi 20.201   | 1907    | MAN                 | ex DR EB 184.06, ex StH Bi 20.203, 1974 ausgemustert                               |       |
| Bi 20.202   | 1909    | MAN                 | ex DR EB 184.16, ex StH Bi 20.204, 1967 ausgemustert                               |       |
| Bi 20.206   | 1908    | MAN                 | ex SETG BC 102, 1979 an MTM                                                        |       |
| Bi 20.207   | 1908    | MAN                 | ex SETG BC 104, 1967 verschrottet                                                  |       |
| B4i 20.208  | 1913    | Ringhoffer          | ex LWP BCah 1203, ex DR 207.614, ex ÖBB 42.952                                     |       |
| B4i 20.209  | 1913    | Ringhoffer          | ex LWP BCah 1204, ex DR 207.615, ex ÖBB 42.953, 1986 Abgabe an ein Museum          |       |
| B4i 20.210  | 1913    | Ringhoffer          | ex LWP BCah 1202, ex DR 207.613, ex ÖBB 42.951                                     |       |
| B4i 20.211  | 1913    | Ringhoffer          | ex LWP BCah 1201, ex DR 207.612, ex ÖBB 42.950, VEF Gr. Schwechat                  |       |
| B4i 20.212  | 1913    | Ringhoffer          | ex LWP BCah 1206, ex DR 207.617, ex ÖBB 42.954, 1980 ausgemustert                  |       |
| B4i 20.213  | 1913    | Ringhoffer          | ex LWP BCah 1210, ex DR 207.621, ex ÖBB 42.900, verschrottet                       |       |
| B4i 20.214  | 1916    | Stauding            | ex LWP BCah 1208, ex DR 207.619, ex ÖBB 42.900, VEF Gr. Schwechat                  |       |
| BD4i 20.250 | 1913    | Ringhoffer          | ex LWP BCDFah 1401, ex ÖBB 42.999, 1983 verkauft, MTM                              |       |
| BD4i 20.251 | 1913    | Ringhoffer          | ex LWP BCDFah 1400, ex ÖBB 42.998, 1986 verkauft, Verkehrsmuseum Bratislava        |       |
| Bi 21.201   | 1908    | Grazer Waggonfabrik | ex CI 1, 1968 ausgemustert                                                         |       |
| Bi 21.202   | 1908    | Grazer Waggonfabrik | ex CI 2, 1968 ausgemustert                                                         |       |
| BDi 21.250  | 1911    | Grazer Waggonfabrik | ex DCI 1, 1975 ausgemustert                                                        |       |
| Bi 22.201   | 1911    | Grazer Waggonfabrik | ex CI 1, Brandschaden, 1944 verschrottet                                           |       |
| Bi 22.202   | 1911    | Grazer Waggonfabrik | ex CI 2, Brandschaden, 1944 verschrottet                                           |       |
| Bi 22.203   | 1911    | Grazer Waggonfabrik | ex CI 3, Brandschaden, 1944 verschrottet                                           |       |
| Bi 22.204   | 1911    | Grazer Waggonfabrik | ex CI 4, verkauft an Privat                                                        |       |
| Bi 22.205   | 1921    | Grazer Waggonfabrik | ex CI 5, Abgang 1971                                                               |       |
| Bi 22.206   | 1921    | Grazer Waggonfabrik | ex CI 6, Abgang 1971                                                               |       |
| B4i 22.207  | 1950    | SGP                 | 1993 verschrottet                                                                  |       |
| B4i 22.208  | 1950    | SGP                 | Verkauft 1993 an VEF, heute Südbahnmuseum Mürzzuschlag                             |       |
| B4i 22.209  | 1950    | SGP                 | 2012 verschrottet                                                                  |       |
| B4i 22.210  | 1950    | SGP                 | Verkauft 1993 an VEF, heute Südbahnmuseum Mürzzuschlag                             |       |
| BDi 22.250  | 1912    | Grazer Waggonfabrik | ex DCI 1, 1944 ausgemustert nach Unfallschaden                                     |       |
| BDi 22.251  | 1912    | Grazer Waggonfabrik | ex DCI 2, 1986 an B&B, Club DORA                                                   |       |
| BDi 22.252  | 1898    | Grazer Waggonfabrik | ex kkStB, ex BBÖ, ex DR 207.761, 1963 ausgemustert                                 |       |
| BDu 22.252  | 1897    | Ringhoffer          | ex kkStB CDu 47.507, ex BBÖ 34.500, ex DR 207.701, 1979 Verkauf                    |       |
| BD4i 22.253 | 1950    | SGP                 | 1991 verschrottet                                                                  |       |
| BD4i 22.254 | 1950    | SGP                 | 2012 verschrottet                                                                  |       |
| Bi 24.201   | 1903    | Ringhoffer Prag     | Club Dora Linz                                                                     |       |
| Bi 24.202   | 1903    | Ringhoffer Prag     | Club Dora Linz                                                                     |       |
| Bi 24.203   | 1903    | Ringhoffer Prag     | Verkauft 1971 an VEF                                                               |       |
| Bi 24.204   | 1905    | Grazer Waggonfabrik | ex MBS CI 10.584, ex Bi 10.305, ex StH Bi 20.205, ex Bi 20.215, verkauft an Privat |       |

#### Post- und Güterwagen
| Nummer         | Baujahr | Hersteller           | Bemerkung                                                                                                  | Fotos |
| -------------- | ------- | -------------------- | --- | ----- |
| PwPosti 24.280 | 1903    | Grazer Waggonfabrik  | Einsatz als Post- und Packwagen, 1975 ausgemustert                                                         |       |
| Pwi 24.281     | 1905    | Grazer Waggonfabrik  | ex CDi 24.520, Einsatz als Post- und Packwagen, 1976 ausgemustert                                          |       |
| DP 24.282      | 1905    | Ringhoffer           | von der Montafonerbahn übernommen, umgezeichnet in 20.280, 1987 ausgemustert                               |       |
| DP 24.283      | 1963    | Werkstätte Feldkirch | ex ÖBB 7237.01, 1985 ausgemustert                                                                          |       |
| DP 24.284      | 1963    | SGP                  | ex Fh 88.012, ex Country Club Haag am Hausruck, 2018 verschrottet                                          |       |
| DP 24.285      | 1967    | SGP                  | ex Fh 88.014, ex Country Club Haag am Hausruck, seit 2022 ausgestellt im Bahnhof Haag am Hausruck (Museum) |       |

#### Gleichrichterwagen
| Nummer     | Baujahr | Hersteller           | Achsfolge | Leistung | Bemerkungen                                                               |  |
| ---------- | ------- | -------------------- | --------- | -------- | ------------------------------------------------------------------------- |  |
| EGL 25.052 | 1952    | Werkstätte Vorchdorf | 1A        | 50 kW    | Gleichrichterwagen, Eigenbau der Hauptwerkstätte, Verkauft 2021 an Privat |  |

#### Bahndienstfahrzeuge
| Nummer   | Baujahr | Hersteller   | Bemerkungen                             | Fotos |
| -------- | ------- | ------------ | --------------------------------------- | ----- |
| X 22.641 | 1955    | JW Goldeband | ex ÖBB X 532.48, 2019 verschrottet      |       |
| X 24.641 | 1953    | JW Goldeband | ex ÖBB X 532.43, 2006 verschrottet      |       |
| X 512.04 | 1963    | Tobisch Wien | ex ÖBB, 2019 verkauft an Steiermarkbahn |       |

## Meterspurige Fahrzeuge

### Aktive Fahrzeuge

#### Triebwagen
| Nummer    | Baujahr | Hersteller          | Achsfolge | Leistung | Einsatzort          | Bemerkungen                                         | Fotos |
| --------- | ------- | ------------------- | --------- | -------- | ------------------- | --------------------------------------------------- | ----- |
| GM 5      | 1911    | Grazer Waggonfabrik | Bo        | 52 kW    | Straßenbahn Gmunden | Nostalgiefahrzeug                                   |       |
| GM 8      | 1961    | Lohner/Kiepe        | B’B’      | 200 kW   | Straßenbahn Gmunden | Nostalgiefahrzeug                                   |       |
| GM 100    | 1898    | Grazer Waggonfabrik | Bo        | 40,8 kW  | Straßenbahn Gmunden | ex Pöstlingbergbahn Tw IV – Nostalgiefahrzeug       |       |
| ET 20.104 | 1913    | Ganz & Co           | Bo        | 104 kW   | Attergaubahn        | Nostalgiefahrzeug, ex POHÉV                         |       |
| ET 23.103 | 1921    | Grazer Waggonfabrik | Bo        | 110 kW   | Traunseebahn        | Nostalgiefahrzeug                                   |       |
| ET 23.111 | 1954    | SWS                 | Bo’Bo’    | 376 kW   | Attergaubahn        | ex WSB Be 4/4 7, Arbeitstriebwagen                  |       |
| ET 23.112 | 1954    | SWS                 | Bo’Bo’    | 376 kW   | Traunseebahn        | ex WSB Be 4/4 8, Arbeitstriebwagen                  |       |
| 121       | 2015    | Vossloh             | Bo’2’Bo’  | 400 kW   | Traunseebahn        | „Traunsee“                                          |       |
| 122       | 2016    | Vossloh             | Bo’2’Bo’  | 400 kW   | Traunseebahn        | „Traunstein“                                        |       |
| 123       | 2016    | Vossloh             | Bo’2’Bo’  | 400 kW   | Traunseebahn        | „Laudach“                                           |       |
| 124       | 2016    | Vossloh             | Bo’2’Bo’  | 400 kW   | Attergaubahn        | „Attersee“                                          |       |
| 125       | 2016    | Vossloh             | Bo’2’Bo’  | 400 kW   | Attergaubahn        | „St. Georgen“                                       |       |
| 126       | 2016    | Vossloh             | Bo’2’Bo’  | 400 kW   | Attergaubahn        | „Vöcklamarkt“                                       |       |
| 127       | 2016    | Vossloh             | Bo’2’Bo’  | 400 kW   | Traunseebahn        |                                                     |       |
| 128       | 2016    | (Vossloh) Stadler   | Bo’2’Bo’  | 400 kW   | Traunseebahn        |                                                     |       |
| 129       | 2016    | (Vossloh) Stadler   | Bo’2’Bo’  | 400 kW   | Traunseebahn        | März bis September 2017 auf der Straßenbahn Gmunden |       |
| 130       | 2016    | (Vossloh) Stadler   | Bo’2’Bo’  | 400 kW   | Traunseebahn        |                                                     |       |
| 131       | 2017    | (Vossloh) Stadler   | Bo’2’Bo’  | 400 kW   | Traunseebahn        |                                                     |       |

#### Personenwagen
| Nummer       | Baujahr | Hersteller          | Achsfolge | Bemerkungen                                                                | Fotos |
| ------------ | ------- | ------------------- | --------- | -------------------------------------------------------------------------- | ----- |
| Bip 20.220   | 1907    | Grazer Waggonfabrik | 2         | ex GM 6, Bummelzüge Attersee                                               |       |
| Bip 20.222"  | 1913    | Grazer Waggonfabrik | 2         | ex 20.224' ex Florianerbahn, Bummelzüge Attersee                           |       |
| B4bu 20.223" | 1914    | SIG                 | 4         | ex VBW 7, ex WTB 81 – "Atterseebar" Buffetwagen für Sonderfahrten Attergau |       |
| B4bu 20.225  | 1919    | SIG                 | 4         | ex VBW 9, ex WTB 83 – „Traunsteinbar“ Buffetwagen, in Vorchdorf            |       |
| B4ip 23.221  | 1899    | SIG                 | 4         | ex AB 102, in Vöcklamarkt                                                  |       |

#### Bahndienstfahrzeuge
| Nummer     | Baujahr | Hersteller          | Bemerkungen | Fotos |
| ---------- | ------- | ------------------- | --- | ----- |
| N 23.421   | 1958    | Brüninghaus         | Flachwagen, ex Brohltalbahn 454, in Vorchdorf beheimatet                                                                          |       |
| N 23.461   | 1912    | Grazer Waggonfabrik | Flachwagen, in Vorchdorf abgestellt                                                                                               |       |
| N 23.462   | 1912    | Grazer Waggonfabrik | Flachwagen, in Vorchdorf abgestellt                                                                                               |       |
| G 26.302   | 1912    | Grazer Waggonfabrik | Güterwagen, in Vöcklamarkt abgestellt (Betriebsreserve)                                                                           |       |
| E 26.401   | 1913    | Grazer Waggonfabrik | Für Arbeitszüge auf VA |       |
| E 26.402   | 1913    | Grazer Waggonfabrik | Für Arbeitszüge auf VA |       |
| N 26.421   | 1958    | Brüninghaus         | Flachwagen, ex Brohltalbahn, in St. Georgen im Attergau beheimatet                                                                |       |
| N 26.422   | 1958    | Brüninghaus         | Flachwagen, ex Brohltalbahn, in Vorchdorf abgestellt                                                                              |       |
| N 26.462   | 1912    | Grazer Waggonfabrik | Flachwagen für Arbeitszüge, in Vöcklamarkt abgestellt                                                                             |       |
| N 26.463   | 1912    | Grazer Waggonfabrik | Flachwagen für Arbeitszüge, in Vöcklamarkt abgestellt                                                                             |       |
| Fcc 23.501 | 1967    | Stamag              | Schotterwagen, in Vorchdorf beheimatet, ex MIBRAG Leipzig                                                                         |       |
| Fcc 26.501 | 1967    | Stamag              | Schotterwagen, in St. Georgen im Attergau beheimatet                                                                              |       |
| X 26.622   |         |                     | kurzer Plattformwagen, abgestellt in Vorchdorf                                                                                    |       |
| X 26.641   | 1912    | Graz                | ex X 23.641 ehemaliger Tumrwagen, V max 20 km/h, geschleppt 25 km/h, Eigengewicht 3,5 t, abgestellt in Vorchdorf, ohne Turmaufbau |       |
| 23.602     | 1946    | Stabeg              | zweiachsiger Rollwagen Traglast 5t                                                                                                |       |
| 26.601     | 1946    | Stabeg              | zweiachsiger Rollwagen Traglast 5t                                                                                                |       |
| 26.602     | 1946    | Stabeg              | zweiachsiger Rollwagen Traglast 5t                                                                                                |       |
| GM 601     | 1946    | Stabeg              | zweiachsiger Rollwagen Traglast 5t                                                                                                |       |
| GM 602     | 1946    | Stabeg              | zweiachsiger Rollwagen Traglast 5t                                                                                                |       |

### Ehemalige Fahrzeuge

#### Triebwagen
| Nummer    | Baujahr | Hersteller                  | Achsfolge | Leistung | Einsatzort          | Bemerkungen | Fotos |
| --------- | ------- | --------------------------- | --------- | -------- | ------------------- | --- | ----- |
| GM 1      | 1894    | Rohrbacher/AEG              |           |          | Straßenbahn Gmunden | 1911 erstmals umgebaut, 1952 verschrottet                                                                         |       |
| GM 2      | 1894    | Rohrbacher/AEG              |           |          | Straßenbahn Gmunden | 1962 verschrottet                                                                                                 |       |
| GM 3      | 1894    | Rohrbacher/AEG              |           |          | Straßenbahn Gmunden | 1975 an die Kärntner Eisenbahnfreunde verkauft                                                                    |       |
| GM 4 I    | 1895    | Rohrbacher/AEG              |           |          | Straßenbahn Gmunden | 1950 verschrottet                                                                                                 |       |
| GM 4 II   | 1913    | Ganz & Co                   |           |          | Straßenbahn Gmunden | 1983 verkauft – Straßenbahnmuseum Mariazell                                                                       |       |
| GM 6      | 1907    | Siemens/Grazer Waggonfabrik |           |          | Straßenbahn Gmunden | ursprünglich SM 2 der Straßenbahn Unterach–See, in P 20.220 umgebaut                                              |       |
| GM 7      | 1907    | Siemens/Grazer Waggonfabrik |           |          | Straßenbahn Gmunden | ursprünglich SM 1 der Straßenbahn Unterach–See, an die Museumsbahn St. Florian verliehen und auf 900 mm umgespurt |       |
| GM 9      | 1952    | Düwag/Kiepe                 | Bo’Bo’    | 200 kW   | Straßenbahn Gmunden | ex Vestische Straßenbahnen 347, verkauft an Privat                                                                |       |
| GM 10     | 1952    | Düwag/Kiepe                 | Bo’Bo’    | 200 kW   | Straßenbahn Gmunden | ex Vestische Straßenbahnen 341, an die Bergische Museumsbahn Wuppertal verkauft. 2021 verschrottet                |       |
| ET 23.101 | 1912    | Grazer Waggonfabrik         | Bo        | 110 kW   | Traunseebahn        | heute im Besitz von Historama Ferlach                                                                             |       |
| ET 23.102 | 1912    | Grazer Waggonfabrik         | Bo        | 110 kW   | Traunseebahn        | Attergaubahn Arbeitswagen, Bo, 110 kW, 2013 an NBiK, nur mehr Untergestell vorhanden                              |       |
| ET 23.104 | 1936    | DÜWAG                       | Bo’Bo’    | 200 kW   | Traunseebahn        | Attergaubahn 1987 nach starken Brandschäden verschrottet, ex Rheinbahn                                            |       |
| ET 23.105 | 1954    | ACMV, BBC                   | Bo’Bo’    | 320 kW   | Traunseebahn        | ex TB BDe 4/4 5, ex TL ET 191                                                                                     |       |
| ET 23.106 | 1954    | ACMV, BBC                   | Bo’Bo’    | 320 kW   | Traunseebahn        | ex TB BDe 4/4 4, ex TL BDZe 4/4 192, 2016 verschrottet in Lambach                                                 |       |
| ET 23.107 | 1954    | ACMV, BBC                   | Bo’Bo’    | 320 kW   | Traunseebahn        | ex TB BDe 4/4 3, ex TL BDZe 4/4 193, 1988 verschrottet (war Ersatzteilespender)                                   |       |
| ET 26.101 | 1912    | Grazer Waggonfabrik         | Bo        | 84 kW    | Attergaubahn        | heute Historama Ferlach                                                                                           |       |
| ET 26.102 | 1912    | Grazer Waggonfabrik         | Bo        | 84 kW    | Attergaubahn        | 1965 verschrottet                                                                                                 |       |
| ET 26.103 | 1912    | Grazer Waggonfabrik         | Bo        | 84 kW    | Attergaubahn        | 1967 verschrottet                                                                                                 |       |
| ET 26.105 | 1936    | DÜWAG                       | Bo’Bo’    | 200 kW   | Attergaubahn        | 1982 nach Unfall verschrottet, ex Rheinbahn                                                                       |       |
| ET 26.106 | 1936    | DÜWAG                       | Bo’Bo’    | 200 kW   | Attergaubahn        | ex Rheinbahn |       |
| ET 26.107 | 1936    | DÜWAG                       | Bo’Bo’    | 200 kW   | Attergaubahn        | ex ET 20.108, heute Historama Ferlach, ex Rheinbahn                                                               |       |
| ET 26.108 | 1949    | SWS / MFO                   | Bo’Bo’    | 250 kW   | Attergaubahn        | 1985 ex AOMC 113, 1969 ex SeTB 7. 1987 nach starken Brandschäden verschrottet                                     |       |
| ET 26.109 | 1949    | SWS / MFO                   | Bo’Bo’    | 250 kW   | Attergaubahn        | 1985 ex AOMC 112, 1969 ex SeTB BDe 4/4 6, 2016 zurückgeführt ins Sernftal                                         |       |
| ET 26.110 | 1949    | SWS / MFO                   | Bo’Bo’    | 250 kW   | Attergaubahn        | 1985 ex AOMC 111, 1969 ex SeTB BDe 4/4 5, 2016 zurückgeführt ins Sernftal                                         |       |
| ET 26.111 | 1951    | SWP / BBC                   | Bo’Bo’    | 350 kW   | Attergaubahn        | 1988 ex BLT ex BTB ABe 4/4 8, 2016 verkauft an Straßenbahn Hermannstadt, Rumänien                                 |       |
| ET 26.112 | 1951    | SWP                         | Bo’Bo’    | 350 kW   | Attergaubahn        | ex ET 23.110, ex BLT ex BTB ABe 4/4 9, nach Unfall im Jahre 2003 verschrottet                                     |       |
| ET 107    | 2002    | Siemens                     | Bo’2’Bo’  | 400 kW   | Traunseebahn        | Leihfahrzeug von Nordhausen (Testfahrzeug)                                                                        |       |
| ET 305    | 2007    | Bombardier                  | Bo’2’Bo’  | 400 kW   | Traunseebahn        | Leihfahrzeug von IVB (Testfahrzeug)                                                                               |       |
| ET 307    | 2007    | Bombardier                  | Bo’2’Bo’  | 400 kW   | Traunseebahn        | 2012–2016 leihweise von IVB                                                                                       |       |
| ET 320    | 2009    | Bombardier                  | Bo’2’Bo’  | 400 kW   | Traunseebahn        | 2011–2016 leihweise von IVB                                                                                       |       |
| ET 321    | 2009    | Bombardier                  | Bo’2’Bo’  | 400 kW   | Attergaubahn        | Leihfahrzeug von IVB (Testfahrzeug)                                                                               |       |

#### Personenwagen
| Nummer       | Baujahr | Hersteller                | Achszahl | Bemerkungen | Fotos |
| ------------ | ------- | ------------------------- | -------- | --- | ----- |
| SP 3         | 1906    | Grazer Waggonfabrik       | 2        | Sommerwagen, 1952 verkauft |       |
| SP 3         | 1906    | Grazer Waggonfabrik       | 2        | Sommerwagen, 1952 verkauft |       |
| B4ip 20.221  | 1937    | Maschinenfabrik Esslingen | 2        | 1962 von Deutsche Bundesbahn (Straßenbahn Ravensburg–Weingarten–Baienfurt), 1980 an Straßenbahn-Museum Stuttgart, heute beim Deutschen Eisenbahn-Verein, betriebsfähig |       |
| Bi 20.222'   | 1912    | Grazer Waggonfabrik       | 2        | ex EP2, heute in Marxzell |       |
| Bi 20.223'   | 1913    | Grazer Waggonfabrik       | 2        | ex EP3, heute bei Club Florianerbahn |       |
| Bi 20.224'   | 1913    | Grazer Waggonfabrik       | 2        | ex EP1, VA für Bummelzüge, umnummeriert auf Bi 20.222² |       |
| B4ip 20.224² | 1916    | SIG                       | 4        | ex VBW 8, ex WTB 82, heute in Frýdlant (CZ) |       |
| B4ip 20.226  | 1926    | SIG                       | 4        | ex VBW 10, ex WTB 84, heute in Crișcior (RO) |       |
| B4ip 20.227  | 1942    | SIG                       | 4        | ex VBW 14, heute in Crișcior (RO) |       |
| B4ip 20.228  | 1942    | SIG                       | 4        | ex VBW 15, heute in Crișcior (RO) |       |
| Bi 23.201    | 1912    | Grazer Waggonfabrik       | 2        | 1996 an NBiK |       |
| Bi 23.202    | 1912    | Grazer Waggonfabrik       | 2        | 1987 nach St.Florian |       |
| Bi 23.203    | 1913    | Grazer Waggonfabrik       | 2        | 1960 verschrottet |       |
| Bpi 23.250   | 1913    | Grazer Waggonfabrik       | 2        | 1975 verschrottet |       |
| Bi 26.201    | 1912    | Grazer Waggonfabrik       | 2        | Spielwaggon – Fahrzeug für Sonderfahrten auf der Attergaubahn, nach Molln                                                                                              |       |
| Bi 26.202    | 1912    | Grazer Waggonfabrik       | 2        | diente als Reservewagen, später ausgemustert |       |
| B 26.203     | 1893    | Zypen & Charlier, Köln    | 2        | 1940 von Waldbahn Ruhpolding–Reit im Winkl übernommen, 1968 an Deutscher Eisenbahn-Verein, betriebsfähig (1940: P3, 1943: 20.201, 1953: 20.203, 1955: 26.203)          |       |
| B 26.204     | 1893    | Rohrbacher                | 2        | 1952 als GM 2 übernommen und in Beiwagen umgebaut, 1962 verschrottet                                                                                                   |       |
| B 26.205     | 1894    | Rohrbacher                | 2        | 1952 als GM 3 übernommen und in B 20.205 umgebaut, 1975 an NBiK |       |
| Bpi 26.250   | 1912    | Grazer Waggonfabrik       | 2        | zu einem Bummelzug umfunktioniert |       |
| Bpi 26.251   | 1912    | Grazer Waggonfabrik       | 2        | in einen Stückgutwagen umgebaut |       |

#### Güterwagen
| Nummer    | Baujahr | Hersteller                    | Bemerkungen                                                                     |
| --------- | ------- | ----------------------------- | ------------------------------------------------------------------------------- |
| SJn1      | 1906    | Grazer Waggonfabrik           | eingesetzt auf der Straßenbahn Unterach–See, 1969 verschrottet                  |
| G 20.302  | 1917    | Lindner Ammendorf             | ex Waldbahn Ruhpolding – Reith im Winkel als G1, 1989 verkauft an NBiK          |
| G 20.303  | 1917    | Lindner Ammendorf             | ex Waldbahn Ruhpolding – Reith im Winkel als G2, 2009 verkauft an Privat        |
| G 20.304  | 1917    | Waggonfabrik Rastatt          | ex Waldbahn Ruhpolding – Reith im Winkel als G3, 1989 an DEV Bruchhausen-Vilsen |
| N 20.401  | 1917    | J.Jaeger Elberfeld            | ex Waldbahn Ruhpolding – Reith im Winkel als Wg 1, 2004 verkauft an NBiK        |
| N 20.402  | 1917    | J.Jaeger Elberfeld            | ex Waldbahn Ruhpolding – Reith im Winkel als Wg 2, 1983 verschrottet            |
| N 20.403  | 1914    | Schütte, Mayer & Co Letmathe  | ex Waldbahn Ruhpolding – Reith im Winkel als Wg 3, 1969 verschrottet            |
| X 20.441  | 1896    | J.Jaeger Elberfeld            | ex Waldbahn Ruhpolding – Reith im Winkel als H8, 1989 an DEV Bruchhausen-Vilsen |
| X 20.442  | 1896    | J.Jaeger Elberfeld            | ex Waldbahn Ruhpolding – Reith im Winkel als H9, 1989 verschrottet              |
| X 20.443  | 1897    | J.Jaeger Elberfeld            | ex Waldbahn Ruhpolding – Reith im Winkel, 1951 verschrottet                     |
| G 23.301  | 1912    | Grazer Waggonfabrik           | 1994 an NBiK verkauft                                                           |
| G 23.302  | 1912    | Grazer Waggonfabrik           | 1996 verschrottet                                                               |
| G 23.303  | 1912    | Feld und Industrie Werke Wien | 1975 an NBiK                                                                    |
| N 23.401  | 1912    | Feld und Industrie Werke Wien | 1955 an VA dort N 26.643                                                        |
| O 23.402  | 1897    | Van der Zypen                 | ex Albthalbahn, 1975 verschrottet                                               |
| Nw 23.463 | 1912    | Feld und Industrie Werke Wien | ex Nw 23.401, 1975 an Feld- und Industriebahnmuseum Freiland                    |
| G 26.301  | 1912    | Grazer Waggonfabrik           | 1992 verkauft an NBiK                                                           |
| E 26.403  | 1913    | Grazer Waggonfabrik           | 1984 nach Unfall verschrottet                                                   |
| E 26.404  | 1897    | Zypen & Charlier Köln         | ex TW der Albthalbahn, 1970 verschrottet                                        |
| E 26.405  | 1897    | Zypen & Charlier Köln         | ex TW der Albthalbahn, 1993 an NBiK                                             |
| N 26.461  | 1912    | Grazer Waggonfabrik           | 2006 an NBiK                                                                    |

## Kraftfahrzeuge

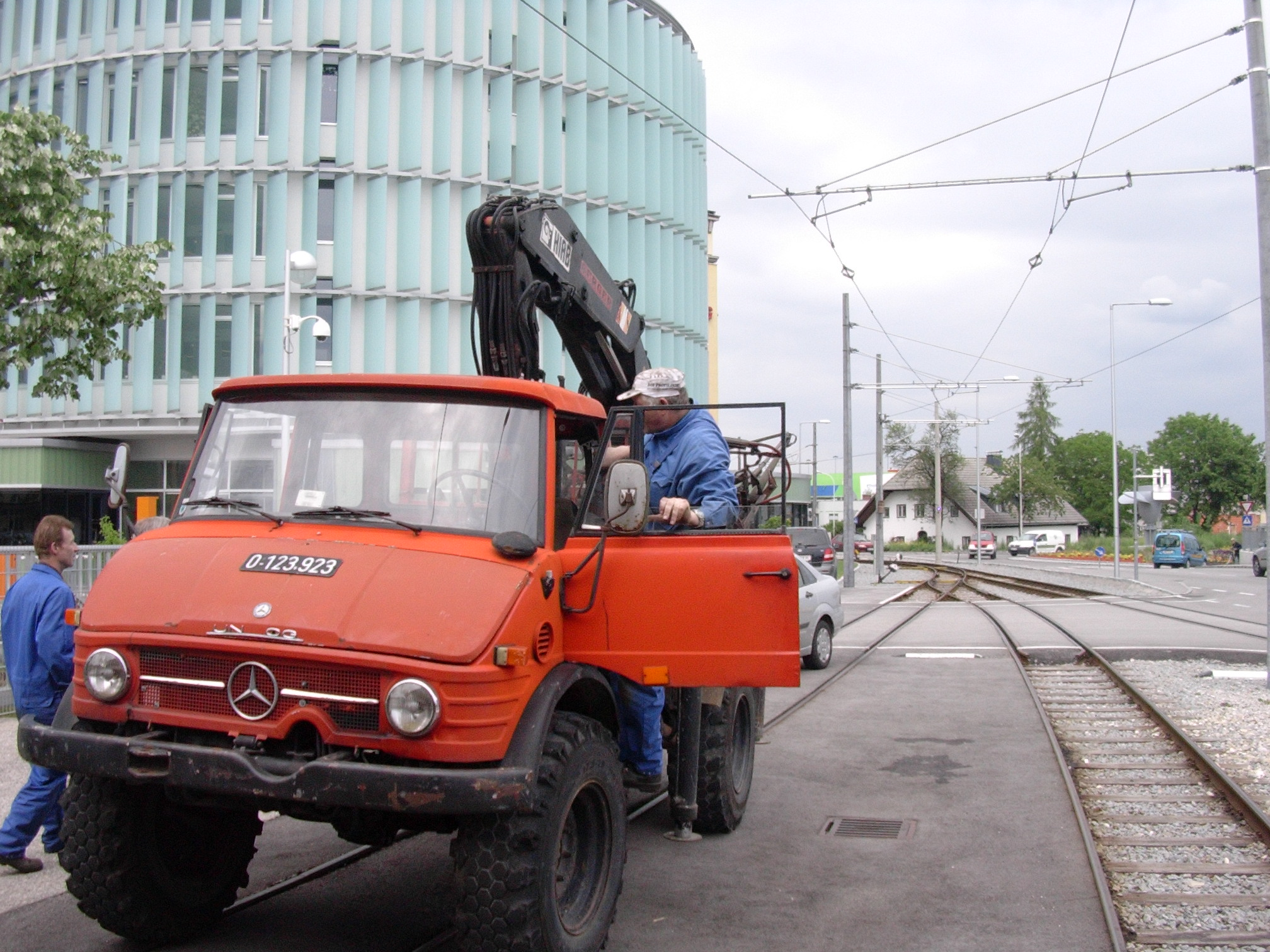
Unimog 406 mit Stromabnehmer auf der Ladefläche

### Lastkraftwagen
- 3 MAN Planen-Lastkraftwagen (Bahnexpress)
- 2 MAN-Abrollkipper (Container Transport)

### Anhänger
- 2 Container-Anhänger (Container Transport)
- 2 Planenanhänger (Bahnexpress)

### Busse
- 16 Linien-Busse (Linienverkehr)
- 5 Omnibusse (Mietwagenverkehr)
- 4 Kleinbusse (Mietwagenverkehr)
- 6 Reisebusse

| Nummer | Kennzeichen | Typ                         | Baujahr | Lackierung                 | Bemerkungen                                                                |
| ------ | ----------- | --------------------------- | ------- | -------------------------- | -------------------------------------------------------------------------- |
| ?      | GM 193 AT   | Steyr SL 11 HUA 280         | ?       | Bundesbus Linienlackierung | ex Postbus oder Bahnbus                                                    |
| 26     | GM 3 JOE    | Mercedes O 405              | ?       | gelb-grau                  |                                                                            |
| ?      | GM 454 EZ   | Mercedes Citaro O 530       | ?       | gelb                       |                                                                            |
| ?      | GM 534 BR   | Neoplan N 4411              | ?       | weiß                       | Stadtbus Vöcklabruck                                                       |
| ?      | GM 593 AZ   | ?                           | ?       | weiß-blau                  |                                                                            |
| ?      | GM 594 AZ   | Neoplan N 4411 NF           | ?       | weiß                       | Stadtbus Gmunden                                                           |
| 53     | GM 738 DY   | Setra S 415 NF              | ?       | gelb                       |                                                                            |
| 72     | GM 764 EB   | MAN NL 263                  | ?       | Stadtverkehr Wien          | ex Dr. Richard, Nr. R 1311; Stadtbus Bad Ischl                             |
| ?      | GM 881 DN   | Solaris Alpino 8.6          | ?       | weiß                       | Stadtbus Gmunden                                                           |
| 1647   | GM 902 DN   | Setra S 415 UL              | ?       | gelb-grau                  |                                                                            |
| ?      | MZ-JX 584   | Renault Agora               | ?       | weiß                       | Leihwagen anno 2006, Stadtbus Vöcklabruck                                  |
| ?      | VB 1 NZP    | Mercedes O 303-15 ÜHE       | ?       | gelb-grau                  |                                                                            |
| 05     | VB 14 LK    | Mercedes O 305              | ?       | gelb-grau                  |                                                                            |
| 25     | VB 168 DU   | Steyr SL 11 HUA 280         | ?       | Landbus Vorarlberg         | ex Montafonerbahn, Nr. 61, BZ MBS 61; 2005 ex Postbus, Nr. 14621, BD 14621 |
| 15     | VB 2 HDM    | Mercedes O 407              | ?       | gelb-grau                  |                                                                            |
| ?      | VB 224 DT   | Setra S 315 GT              | ?       | gelb-grau                  |                                                                            |
| ?      | VB 243 CI   | Setra S 316 GT              | ?       | gelb-grau                  |                                                                            |
| ?      | VB 265 AH   | Setra S 315 NF              | ?       | gelb-grau                  |                                                                            |
| ?      | VB 295 EP   | Solaris Urbino 15 LE        | ?       | gelb-grau                  |                                                                            |
| 16     | VB 3 ILC    | Setra S 215 UL              | ?       | gelb-grau                  |                                                                            |
| 21     | VB 3 URE    | Setra S 215 UL              | ?       | gelb-grau                  |                                                                            |
| ?      | VB 3 VZS    | Mercedes O 303-15 RHD       | ?       | gelb-grau                  |                                                                            |
| ?      | VB 324 ED   | Setra S 415 UL              | ?       | gelb-grau                  |                                                                            |
| 84     | VB 394 ES   | Setra S 415 NF              | ?       | weiß                       | Stadtbus Vöcklabruck                                                       |
| 23     | VB 4 RDV    | Setra S 215 UL              | ?       | gelb-grau                  |                                                                            |
| 41     | VB 582 CW   | Setra S 319 NF              | ?       | gelb-grau                  |                                                                            |
| ?      | VB 584 CW   | Setra S 315 UL (GT-Front)   | ?       | gelb-grau                  |                                                                            |
| 48     | VB 692 ET   | Neoplan Trendliner N 3516 Ü | ?       | weiß                       |                                                                            |
| 85     | VB 738 EW   | Setra S 415 NF              | ?       | weiß                       | Stadtbus Vöcklabruck                                                       |
| ?      | VB 830 FM   | Setra S 415 NF              | ?       | gelb                       |                                                                            |
| 81     | VB 848 DM   | Heuliez GX 127              | ?       | weiß                       | Stadtbus Vöcklabruck                                                       |
| 83     | VB 849 DM   | Heuliez GX 127              | ?       | weiß                       | Stadtbus Vöcklabruck                                                       |
| 82     | VB 869 DJ   | Heuliez GX 127              | ?       | weiß                       | Stadtbus Vöcklabruck                                                       |
| ?      | VB 875 AU   | Setra S 315 NF              | ?       | gelb-grau                  |                                                                            |
| 52     | VB 900 DT   | Setra S 215 UL              | ?       | Bundesbus Linienlackierung | ex Bahnbus                                                                 |
| 35     | VB 913 DT   | Setra S 215 UL              | ?       | Dr. Richard                | ex Dr. Richard, Nr. 1130                                                   |
| 53     | VB 917 DT   | MAN/Göppel NM 192           | ?       | Bundesbus Stadtlackierung  | 2005 ex Bahnbus; Stadtbus Vöcklabruck                                      |
| ?      | VB 918 DT   | Neoplan                     | ?       | Bundesbus Stadtlackierung  | Stadtbus Vöcklabruck                                                       |
| 54     | VB 919 DT   | MAN/Göppel NM 192           | ?       | weiß-grau                  | Stadtbus Attnang-Puchheim                                                  |
| 39     | VB 939 DT   | Setra S 317 GT-HD           | 2001    | grau-grün                  |                                                                            |
| ?      | VB 940 DT   | Setra S 317 GT-HD           | 2001    | grau-grün                  |                                                                            |
| ?      | VB 942 DT   | Setra S 228 DT              | ?       | grau-grün                  |                                                                            |
| 56     | VB 971 GF   | Mercedes Citaro O 530       | ?       | weiß                       | Stadtbus Vöcklabruck                                                       |
| ?      | ?           | Setra S 328 DT              | 2000    | grau-grün                  |                                                                            |
| ?      | ?           | Setra S 431 DT              | ?       | grau-grün                  |                                                                            |

### Sonstige Fahrzeuge
Neben den bereits erwähnten Fahrzeugen verfügt die Stern & Hafferl Verkehrsgesellschaft über diverse Nutzfahrzeuge. Besonders erwähnenswert ist hierbei ein Zweiweg-Unimog.